# 국도 제26호선 (미국)

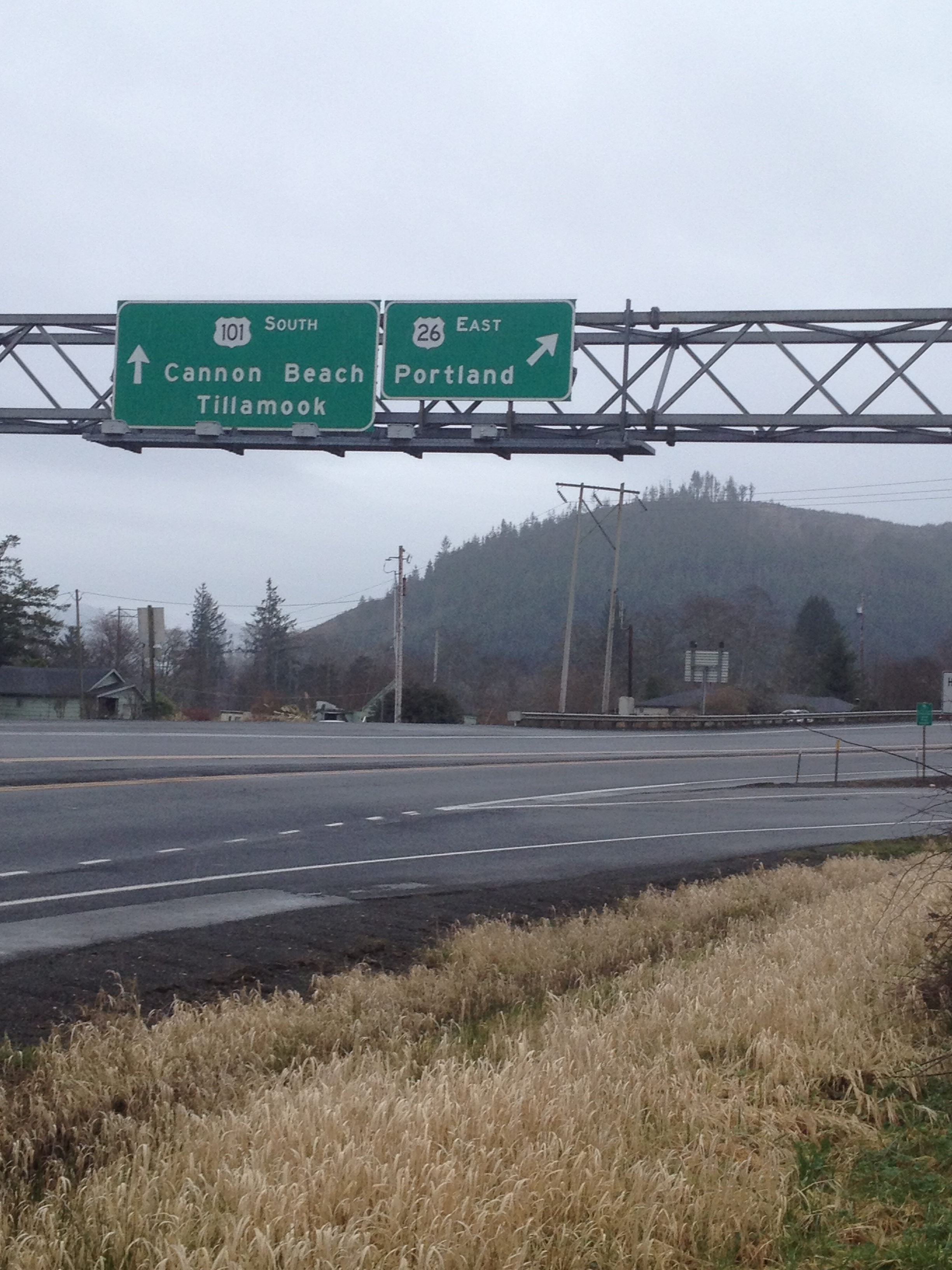
오리건주를 출발점으로 하고 있는 미국 26번 국도

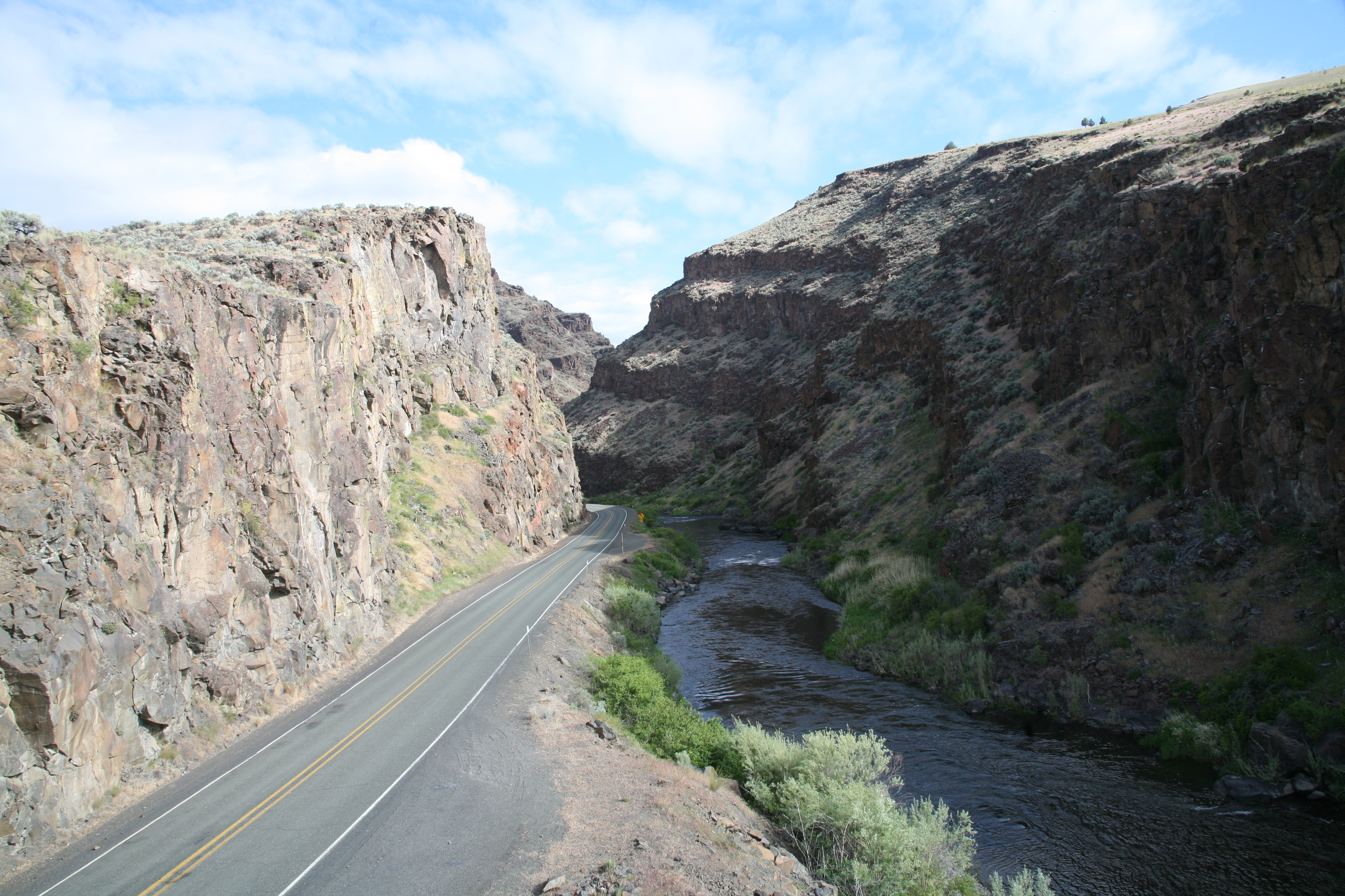
오리건주 동부 지역의 픽쳐 협곡으로 향하고 있는 US 26(미국 26번 국도)의 모습. 이 도로가 존데이강의 오른쪽 편에 자리잡고 있는 것으로 보인다.

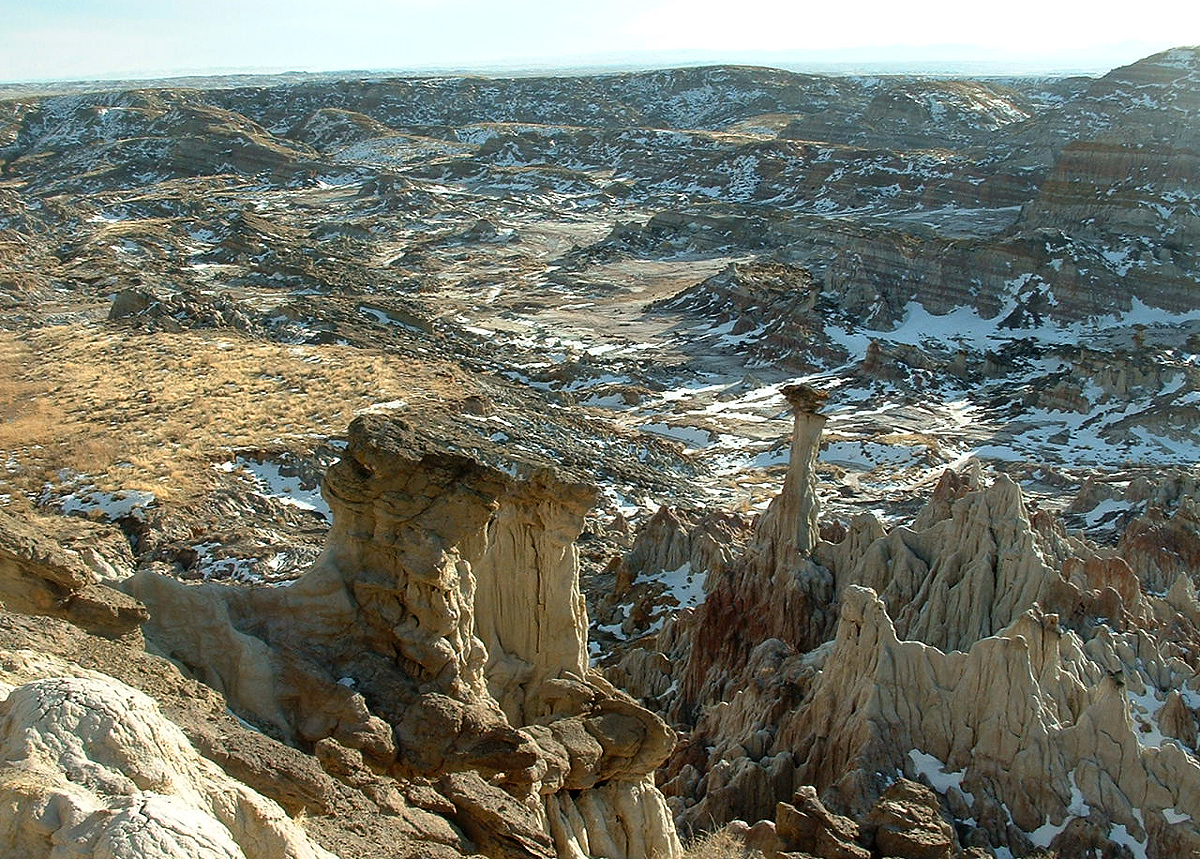
와이오밍주의 지옥의 공원의 입구에서 바라보고 있는 US 20·26 전경. 풍경을 봐도 눈살이 남아 있게 되는 흔적이 고스란히 남아 있다.

국도 제26호선(U.S. Route 26)은 미국 오리건주의 시사이드에서 출발하여 네브래스카주의 오갈라라까지 이어주는 총 연장 1,485 마일(2,390 km)의 거리를 가진 미국의 일반 국도이다. 그래서 이 국도가 미국 서해안까지도 종주하고 있는 간선 도로망이기도 하는 도로이며, 와이오밍주와 아이다호주 등을 중간에 경유하는 특색을 두고 있는 것으로 드러난다. 다만 중간에는 애스토리아가 과거에 이 도로를 관통시키는 내력이 있었던 것으로 드러나고 있으며, 주요 연결 도로로는 101번 국도, 주간고속도로 제5호선, 주간고속도로 제15호선, 주간고속도로 제84호선, 주간고속도로 제25호선, 주간고속도로 제80호선, 네브래스카주도 제61호선 등과도 직접적으로 연결되어 있는 상태이기도 하다.